# Cerro Mono Pelado
El Cerro Mono Pelado o también llamado Cerro Mono Pelón es una montaña localizada en el municipio de Huimanguillo, estado de Tabasco, México, y pertenece a la llamada Sierra de Huimanguillo, que son las últimas estribaciones de la Sierra Madre del Sur antes de entrar en la llanura tabasqueña.
El cerro Mono Pelado tiene una altura de 1 000 msnm siendo la elevación máxima del estado de Tabasco, además, por su ubicación tiene una importancia geopolítica, ya que sirve de límite entre los estados de Tabasco y Chiapas.

## Descripción
El cerro Mono Pelado se localiza en la Sierra de Huimanguillo, dentro de la Reserva ecológica Agua Selva, cuenta con una altura de 1 000 msnmm. Su figura es muy parecida a un cono invertido, en su punto más alto, posee una pequeña cumbre, sus laderas son empinadas y escarpadas que hacen difícil su acceso.
La vegetación predominante es la selva alta perennifolia, que es una selva lluviosa siempre verde. En el dosel superior se pueden apreciar algunos árboles de hasta 45 m de altura, de fuste recto y amplia copa como la ceiba, caoba, cedro, chicozapote, samán y otros. En el dosel medio existe la presencia de especies tales como el bojón (Cordia alliodora), chacahuante (Simira salvadorensis), jobo (Spondias mombin) amacohíte, palo mulato y molinillo (Quararribea funebris).

## Conflicto limítrofe
A finales de la década de 1950 hubo un conflicto entre los gobiernos de Tabasco y Chiapas por la disputa de tierras en la zona limítrofe, la controversia comprendía más de 20 mil hectáreas en las que se encontraban asentadas un total de 12 comunidades. El conflicto terminó en el año de 1963 cuando después de varias negociaciones, Tabasco recuperó dicho territorio y se determinó que el cerro fuera el vértice geográfico que señalara el límite entre ambas entidades. De hecho, en la cumbre, se colocó una mojonera en la que se puede leer: "Departamento Geográfico Militar 1963" como testimonio de la recuperación del territorio por parte del estado de Tabasco.